# Young and Wild
Young and Wild (Untertitel: „Dieses Wochenende vergisst du nie!“) ist eine als Low-Budget-Film produzierte Jugendkomödie bzw. ein Road Movie von Felix Maxim Eller aus dem Jahr 2014.
Der Film wurde 2012 und 2013 größtenteils in Unna gedreht, wo er am 28. Mai 2014 auch uraufgeführt wurde. Regisseur Felix Maxim Eller, damals noch Schüler, schrieb auch das Drehbuch und produzierte den Film mit seinem Freund Karsten Jaskiewicz.

## Handlung
Dennis (Stefan Merten) hat zum wiederholten Mal sein Abitur nicht bestanden und auch bei den Mädchen keinen Erfolg, im Gegensatz zu seinen besten Freunden Frederik (Karsten Jaskiewicz) und Tim (Michael Bruch). Die drei wollen am Wochenende ausgiebig feiern, denn es könnte ihr letztes sein: Frederik will bald auch auf Wunsch seines Vaters (Martin Armknecht) sein Studium in Bayern beginnen und Tim will in die Türkei.
Sie legen ihr gespartes Geld zusammen und buchen für das Wochenende das beste Zimmer im besten Hotel und wollen Party machen, also durch die Clubs ziehen, Frauen abschleppen und sich gemeinsam mit Alkohol abschießen. Dabei treffen sie neben alten Bekannten auch auf einen Hamburger Jungkapitän (Nicholas Handwerker), nervige Kleinkinder im Kofferraum des eigenen Autos und den abgebrannten Grungemusiker Tommy (André Decker), der ihr Wochenende kurzerhand in einen schrägen Road Trip verwandelt, auf dem sie sich ausgerechnet mit der Polizei anlegen, einen Kurztrip in ein Rotlichtviertel unternehmen und Dennis schließlich vom Abiball samt seiner Freunde abgeführt wird.

## Hintergrund
Der Film wurde ein Jahr lang an 35 Drehtagen in Unna und Umgebung, Dortmund und Köln gedreht. Er wurde ohne Sender- und Fördermittel produziert, weshalb der Dreh vor allem an den Wochenenden stattfand. Das Team arbeitete ehrenamtlich für die Entstehung des Films, der auf einem Drehbuch von Felix Maxim Eller basiert. Eller übernahm neben der Regie auch die Kamera und den Schnitt. Unterstützt wurde er von Hauptdarsteller Karsten Jaskiewicz, der ihn in der Produktion mit begleitete. Cast und Crew setzte sich aus Jungschauspielern, Theaterdarstellern aus Unna und Filmstudenten aus Dortmund zusammen.
Der Soundtrack ist eine Mischung als Instrumentalmusik und eigens für den Film komponierten Songs. Verantwortlich dafür zeichnen Nicolas Watson, Daniele Martella und Jan Scharfenberg. Der Titelsong wurde komponiert, getextet und gesungen von Aleksandra Kovač, die 2006 mit einem MTV Europe Music Award ausgezeichnet wurde.
Der Film wurde 2015 auf der Videoplattform YouTube veröffentlicht und hat seitdem über 31 Millionen Aufrufe generiert.
Im Sommer 2023 fanden in Unna die Dreharbeiten zu einer Fortsetzung namens "30 and Wild" statt. Felix Maxim Eller ist wieder für Drehbuch und Regie verantwortlich. Die Veröffentlichung ist für 2024, 10 Jahre nach dem Erscheinen des ersten Films, geplant.

## Kritik
„Wahrhaftig hat der Film den Charme, den gute amerikanische Kleinstadtfilme haben. Diese mit wenig Geld, unabhängig von den Studios produzierten, radikal subjektiven Geschichten, die Lebensgefühl rüberbringen. Das geringe Budget sieht man ‚Young and Wild‘ überhaupt nicht an.[…] idealerweise gibt es Entdeckungen wie Felix Maxim Eller. Sein Film funktioniert nicht nur in der Altersgruppe der Macher. Denn ‚Young and Wild‘ ist keine Fäkalcomedy, die von krassen Ekelszenen lebt, sondern ein lebensfröhlicher Film mit melancholischen Momenten.“

„Wie ‚Hangover‘, nur besser! […] in der US-Komödie erleben die drei Hauptdarsteller vollkommen zugedröhnt und besoffen die schrillsten Dinge, die sie anschließend wieder rekonstruieren. ‚Young and Wild‘ bewegt sich um einiges näher an der Realität, auf diese Weise identifiziert sich der Zuschauer mit den Figuren, Erinnerungen an die eigene Jugend werden wach.“

„Der Film ist zum Wegschreien, wenn man derbe Witze mag und zum Lachen nicht in den Keller verschwindet, auch wenn diese Witze selbst mal unter der Gürtellinie verschwinden. Ein Film, nach dem Männer ihre besten Kumpels erst mal auf eine Kiste Bier einladen […].“

## Festivalteilnahmen
- Filmfestival Max Ophüls Preis[8] (Aufführung außerhalb des Wettbewerbs[9])
- Internationales Filmfest Braunschweig[10] (Sonderprogramm)
- Filmfest Biberach[11] (Wettbewerb)
- Kinofest Lünen[12] (Wettbewerb)